# Epitaph für Karl Wendelin Schneid und seine Frau Anna Maria

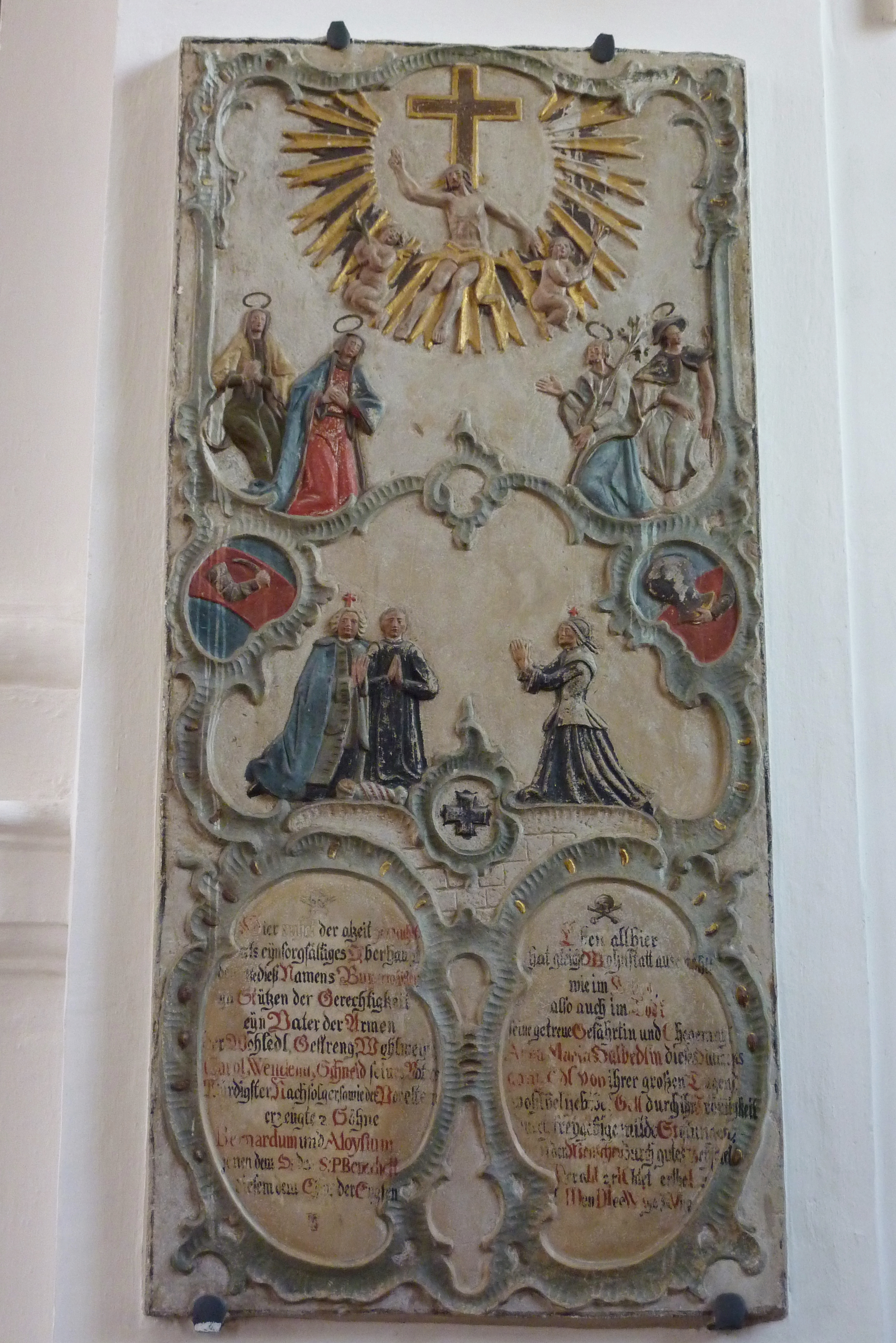
Epitaph für Karl Wendelin Schneid und seine Frau Anna Maria in Wemding

Das Epitaph für Karl Wendelin Schneid und seiner Frau Anna Maria befindet sich in der katholischen Pfarrkirche St. Emmeram in Wemding, einer Stadt im Landkreis Donau-Ries in Bayern. Das Epitaph ist ein Teil der als Baudenkmal geschützten Kirchenausstattung.

## Beschreibung
Das barocke Epitaph für den Bürgermeister von Wemding Karl Wendelin Schneid († 1758) und seiner Frau Anna Maria († 1771) in der Wendelinskapelle der Kirche ist aus koloriertem Solnhofner Stein geschaffen. In der Mitte sind als Relief die Verstorbenen, mit einem Kreuz auf dem Haupt, betend dargestellt. Darüber ist Christus als Salvator im Strahlenglanz und die Namenspatrone der Verstorbenen zu sehen. Seitlich sind in einem Rocaillerahmen deren Wappen dargestellt.  